# Désiré Collen
Désiré José Louis baron Collen (Sint-Truiden, 21 juni 1943) is een Belgisch hoogleraar, arts, chemicus en biotech-ondernemer. Hij deed uiteenlopende ontdekkingen op het vlak van trombose, hemostase en vasculaire biologie maar verwierf vooral bekendheid in de jaren 1980 en 1990 door de ontdekking van het potentieel van t-PA (tissue plasminogen activator)  als levensreddend geneesmiddel voor patiënten met acuut hartinfarct (myocardinfarct) of herseninfarct (beroerte). Het enzym t-PA  kan door zijn hoge affiniteit voor fibrine, bloedklonters oplossen in het lichaam van een patiënt, terwijl het de rest van het bloedstollingsmechanisme ongemoeid laat. Hierdoor vallen neveneffecten zoals hevige bloedingen die bij vroegere behandelingen optraden grotendeels weg.  Door samenwerking met het Amerikaanse bedrijf Genentech werd rt-PA (recombinant  t-PA) ontwikkeld tot een van de eerste genetisch gekloonde geneesmiddelen.
Dank zij rt-PA werden vele honderdduizenden levens  gered, tot het dotteren en stenten in het begin van deze eeuw als nieuwe behandeling werd ingevoerd. Rt-PA wordt echter nog steeds wereldwijd vooral voor herseninfarct gebruikt, en is door de wereldgezondheidsorganisatie (WHO) erkend als ‘essentieel geneesmiddel’.  
Tot zijn emeritaat in 2008 was Collen verbonden aan de Katholieke Universiteit Leuven (KU Leuven). Hij ontving voor zijn werk talrijke prijzen en in 2013 de adellijke titel van baron. Hij was oprichter van de "D. Collen Research Foundation VZW", thans “Life Sciences Research Partners VZW”, de private stichting “Désiré Collen Stichting” die nadien erkend werd als stichting van openbaar nut (SON), de bedrijven “Thromb-X NV” en “ThromboGenics NV” (thans Oxurion NV ) en van het investeringsfonds “Fundplus NV.”
Desiré Collen was een van de biotechpioniers in Europa en een van de eersten in België om academisch onderzoek te combineren met ondernemerschap.
Het merendeel van de opbrengsten van zijn werk investeerde Desiré Collen in wetenschappelijk onderzoek, congressen, leerstoelen, studiebeurzen universitaire infrastructuur, en mecenaat.  

## Loopbaan
Collen behaalde zijn diploma’s aan de KU Leuven als doctor in de geneeskunde in 1968 en als licentiaat in de scheikunde in 1969. Vijf jaar later behaalde hij ook zijn doctoraat in de scheikunde. Al tijdens zijn studies deed hij aan onderzoek in het laboratorium voor bloedings- en vaatziektes van professor Marc Verstraete.
In 1971-1972 werkte hij als onderzoeker van de National Institutes of Health aan het New York University Medical Center en in 1972-1973 als NATO Research Fellow aan het Karolinska Instituut in Stockholm. Na zijn legerdienst werd hij in 1976 docent aan de faculteit geneeskunde van de KU Leuven en adjunct-kliniekhoofd Bloedings- en Vaatziekten van de afdeling Inwendige Geneeskunde van het Leuvens Universitair Ziekenhuis.
Samen met professor Alfons Billiau van het Leuvens Rega Instituut ontdekte hij de bijzondere eigenschappen van het t-PA enzym, en slaagde er  met collega’s Dick Rijken en Osamu Matsuo in om het enzym te zuiveren. In 1980 verkregen Collen, Rijken en Matsuo een octrooi op de zuivering en gebruik van humaan t-PA.
In augustus 1980 sloten Desiré Collen en de KU Leuven een akkoord met het Amerikaanse bedrijf Genentech dat volop aan het experimenteren was met de eerste gekloonde medicijnen. Dankzij Genentech-medewerkster Diane Pennica werd de DNA code van t-PA ontrafeld en kon het enzym ontwikkeld en op industriële schaal gereproduceerd worden tot een levensreddend geneesmiddel (alteplase) dat in 1987 onder de naam Activase® op de markt kwam.
Met de gelijke inbreng van royalty’s door KU Leuven en  Collen werd in 1988 de vzw ‘D.Collen Research Foundation’ opgericht waarmeer onder meer de bouw van een onderzoeksverdieping op campus Gasthuisberg gefinancierd werd.
Omdat rt-PA een duur geneesmiddel was, deed Collen samen met zijn vaste medewerker professor Roger Lijnen onderzoek naar stafylokinase, een goedkoper alternatief, waarvoor hij in 1991 het bedrijf Thromb-X oprichtte. Bij gebrek aan voldoende financiën voor een kostelijke fase 3 studie met 15.000 patiënten, viel het project echter stil.
Met privégeld richtte Collen in 1998 ThromboGenics op, waar onder meer ocriplasmine werd ontwikkeld voor de behandeling van vitreomaculaire verkleving van de retina in het oog. De Amerikaanse arts Steve Pakola werd belast met de klinische ontwikkeling van ocriplasmine. En Chris Buyse werd de financiële rechterhand van Collen. Het kwam na goedkeuring door de FDA op de markt onder de merknaam Jetrea®. Het bedrijf werd in 2006 geïntroduceerd op de Belgische beurs. In 2013 stapte Collen uit het bedrijf na onvrede over het commerciële management en onenigheid over de te volgen strategie.
In 1995 werd hij bij de oprichting van het VIB (Vlaams instituut voor Biotechnologie) directeur van het departement ‘Transgene Technology and Gene Therapy’, waar hij met onder meer  professor  Peter Carmeliet doorbraken realiseerde op het gebied van vasculaire en neurobiologie, zoals de rol van VEGF (vascular endothelial growth factor) en PIGF (placental growth factor) bij angiogenese, kanker en ALS.
Zijn wetenschappelijke publicaties werden intussen meer dan 80.000 keer geciteerd.
In 2015 richtte hij, samen met een aantal investeerders en via zijn stichtingen ‘Desire Collen Foundation’ en ‘Life Sciences Research Partners’, Fund+ op, met als doel te investeren in innovatieve bedrijven in life sciences die een ‘proof of concept’ hebben, en die op termijn een return kunnen opleveren voor de investeerders.  

## Academische functies
- Van 1981 tot 2008 Professor aan de faculteit geneeskunde KU Leuven

- 1984 tot 2005 Professor biochemie en geneeskunde aan het College of Medicine in Burlington VT, USA

- Van 1987 tot 1994 visiting Professor geneeskunde aan de Harvard Medical School in Boston MA, USA

- Van 1987 tot 2005 Medisch consultant in het Massachusetts General Hospital in Boston MA, USA

- Van 1999 tot 2002 visiting Professor aan de afdeling Surgery and Anesthesia aan de United Medical and Dental Schools of Guy’s and St Thomas     Hospitals in Londen, VK

## Onderscheidingen en eretitels
- Francqui prijs in de Biologische en Medische Wetenschappen, 1984.

- Prix Louis-Jeantet de Médicine van de Fondation Louis-Jeantet de Médecine in Genève, 1986.

- Eredoctoraat van de Erasmus Universiteit in Rotterdam, 1988 .

- Eredoctoraat van de VUB, 1994.

- Bristol-Meyers Squibb Award voor cardiovasculair onderzoek, samen met professor Marc Verstraete,1994.

- Eredoctoraat van de University of Notre Dame in Indiana, USA, 1995.

- Eredoctoraat van de Université de la Méditerranée in Marseille,1999.

- Inbev-Baillet Latour Gezondheidsprijs samen met Peter Carmeliet, 2005.

- Harvard Leadership Prize van de Harvard Club of Belgium, 2007.

- Insead Innovator Prize, 2009.

- Robert P. Grant Medal, International Society for Thrombosis and Hemostasis, 2011.

- Lifetime achievement award van Belcham (New York NY, VS) en van Scrip (Londen, VK), 2013.

- In Juli 2013 verleende koning Albert II aan Désiré Collen de persoonlijke titel van baron.

## Boeken
Collens memoires ‘Een hart voor onderzoek en ondernemen’ verschenen in 2009 bij VandenBroele (ISBN 9789049600563). 
Huybrechts P., Van Wijck F., Désiré Collen, Biotechpionier. LannooCampus (ISBN 9789401453530)
- Gemeinsame Normdatei: 173521339
- International Standard Name Identifier: 0000 0001 1653 6115
- Library of Congress Control Number: n78081140
- Nationale Bibliotheek van Israël: 987007342680405171
- Nederlandse Thesaurus van Auteursnamen: 071841512
- Système universitaire de documentation: 155411977
- Virtual International Authority File: 60344334
- WorldCat: E39PBJrC8Y8QbtFMdKtpT7FFrq